# Bundespolizeibeamtengesetz
Das Bundespolizeibeamtengesetz (BPolBG) betrifft grundsätzlich jeden Polizeivollzugsbeamten (PVB) des Bundes. Hierunter fallen nach § 1 BPolBG namentlich die Polizeivollzugsbeamten der Bundespolizei (BPOL), die Kriminalvollzugsbeamten des Bundes, der Inspekteur der Bereitschaftspolizeien der Länder und alle Polizeivollzugsbeamten der Polizei des Deutschen Bundestages. 
Die besonderen Herausforderungen an die Einsatzfähigkeit des Polizeivollzugsdienstes machten die Schaffung einer besonderen Rechtsvorschrift notwendig. Insofern genießen Polizeivollzugsbeamte des Bundes eine besondere Rechtsstellung im Vergleich zu anderen Bundesbeamten. § 190 des Bundesbeamtengesetzes (BBG) macht hierbei deutlich, dass das BBG zwar für den Polizeidienst des Bundes gilt, aber die Schaffung einer weiteren, speziellen Rechtsvorschrift möglich ist. Davon machte der Gesetzgeber Gebrauch.
Besonderes Augenmerk sollte hierbei dem § 4 (Polizeidienstunfähigkeit) und dem Abschnitt II verliehen werden. Im Abschnitt II hat man das Dienstrecht der Polizeivollzugsbeamten der Bundespolizei dem Dienstrecht der Polizeien der Länder teilweise angeglichen. Zum Beispiel soll die Ausbildung aller Polizeivollzugsbeamten der Bundespolizei auch zum Dienst bei den Landespolizeien befähigen (§ 7). Andere hervorzuhebende Vorschriften befassen sich mit dem Wohnen in Gemeinschaftsunterkünften (§ 10), dem Freizeitausgleich bei Einsätzen oder Übungen (§ 11) oder mit der Erstattung der Kosten eines Studiums, wenn ein Polizeivollzugsbeamter entlassen wird, bevor er die dreifache Dauer des Studiums abgeleistet hat (§ 12). 
Ansonsten gilt das Bundesbeamtengesetz subsidiär.
Das Bundespolizeibeamtengesetz darf nicht mit dem Bundespolizeigesetz verwechselt werden.